# 伦弗鲁县
伦弗鲁县（英語：Renfrew County）是加拿大安大略省東南部一個地方行政區，東臨渥太華市，東南接拉納克縣，南及弗隆特纳克縣和倫諾克斯和阿丁頓縣，西南接黑斯廷斯縣，西鄰尼皮辛區，北面則隔渥太華河與魁北克省阿比蒂比-蒂米斯坎明格區和烏塔韋區對望。伦弗鲁县以湖滨别墅而知名。
倫弗魯縣的縣治設於彭布羅克市，而彭布羅克市和倫弗魯縣亦屬於同一個人口普查區；然而，彭布羅克市卻是一個獨立於倫弗魯縣的分割行政區（separated municipality），兩者在行政上互不相干。伦弗鲁县总面积7440.81平方公里；據2011年人口普查所示，倫弗魯縣連同彭布羅克市共有101326名居民，人口密度每平方公里13.6人（每平方英里35.2人）。
倫弗魯縣於1845年脫離拉納克縣，但當時只作選舉、民兵防衛、勘探和土地註冊之用，沒有地方行政功能；該縣的實際行政事務由巴佛士區（District of Bathurst）負責。區級行政區別於1849年取消，其行政功能由縣級行政區別取代；倫弗魯縣從1850年起與拉納克縣聯合管理，到1861年6月8日則獲准脫離拉納克縣，正式自設縣級政府。

## 轄区
倫弗魯縣有17个自治区，如下：
- 晏派亞鎮（Town of Arnprior）
- 深河鎮（Town of Deep River）
- 羅倫斯山鎮（Town of Laurentian Hills）
- 佩塔瓦瓦鎮（Town of Petawawa）
- 伦弗鲁镇（Town of Renfrew）
- 阿德馬斯頓/布羅姆利鄉（Township of Admaston/Bromley）
- 龐舍爾谷鄉（Township of Bonnechere Valley）
- 布魯德内爾、林多克和拉格蘭鄉（Township of Brudenell, Lyndoch and Raglan）
- 大馬達瓦斯加鄉（Township of Greater Madawaska）
- 赫德、克拉拉和瑪麗亞鄉（Township of Head, Clara and Maria）
- 霍顿鄉（Township of Horton）
- 奇拉羅、哈格提和理查茲鄉（Township of Killaloe, Hagarty and Richards）
- 羅倫斯谷鄉（Township of Laurentian Valley）
- 馬達瓦斯加谷鄉（Township of Madawaska Valley）
- 麥克納布/布雷賽德鄉（Township of McNab/Braeside）
- 北阿爾戈納威伯福士鄉（Township of North Algona Wilberforce）
- 白水區鄉（Township of Whitewater Region）